# 巴迪巴西特
巴迪巴西特是巴西圣保罗州的一个市镇。总面积109.587平方公里，总人口14127人，人口密度128.9人/平方公里。